# Die Hard 4.0

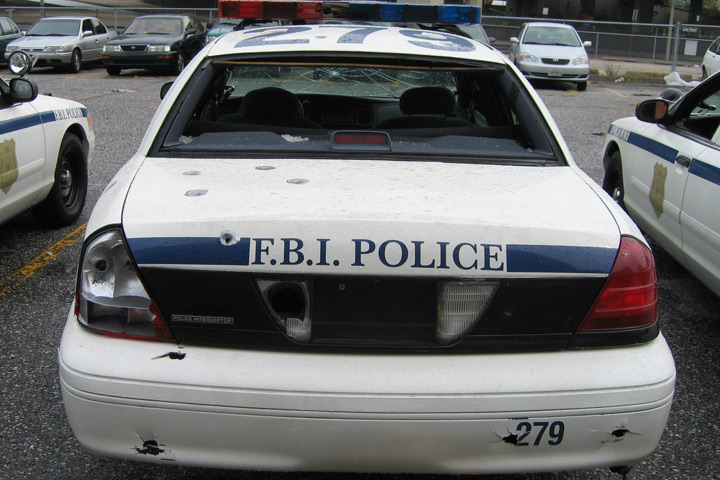
FBI auto, gebruikt voor Die Hard

Die Hard 4.0 (in Noord-Amerika wordt de naam Live Free or Die Hard gebruikt) is de vierde Die Hard-film. Deze actiefilm ging in 2007 wereldwijd in première.

## Kenmerken
Net als in het voorgaande deel is de hoofdrol voor Bruce Willis, in de rol van (voormalig) politieagent John McClane. De gebeurtenissen in de film spelen zich achttien jaar na de eerste film af. ''Die Hard 4.0'' is het derde vervolg op de uiterst populaire actiefilm Die Hard uit 1988. In 1990 en 1995 verschenen nog twee delen, waarbij behalve het tweede deel alle delen werden geregisseerd door John McTiernan. Aanvankelijk was het plan om ook dit vierde deel door hem te laten regisseren, maar de producenten lieten later weten een andere regisseur te hebben voor de film, namelijk Len Wiseman.
Op 23 september 2006 werd in Baltimore begonnen met de opnamen voor de film. Op 14 februari 2007 werden de opnamen afgerond.
Rondom de film ontstond wat commotie omdat het de bedoeling zou zijn de film de leeftijdscategorie PG-13 mee te geven, wat neerkomt op 13 jaar en ouder in de Verenigde Staten (in Nederland zal de film dan vermoedelijk voor 12 jaar en ouder geclassificeerd worden). Op die manier kan de film veel meer publiek trekken. De voorgaande films hadden alle een hogere leeftijdscategorie. De fans zijn er niet blij mee, omdat een aantal karakteristieke eigenschappen van hoofdpersonage McClane, zoals veel schelden en vloeken, en veel actie, dan niet gerealiseerd kunnen worden. Volgens Justin Long zijn er echter wel grovere scènes opgenomen die niet in de uiteindelijke film zijn beland, waardoor het mogelijk is dat 20th Century Fox wel een dvd-versie zal uitbrengen met de leeftijdscategorie "R". In totaal wordt in ''Die Hard 4.0'' overigens één keer het woord "fuck" gebruikt, door hoofdpersonage McClane zelf in zijn bekende oneliner "Yippiekayee motherfucker".
De film speelt zich af op de Amerikaanse feestdag Fourth of July.

## Ontvangst
De fans van Die Hard waren overwegend sceptisch, maar de film werd positief ontvangen door recensenten. Op IMDb.com stond de film in juli 2022 op een 7,1 (bij ruim 400.000 stemmen). Volgens Bruce Willis is het de beste Die Hard van de hele serie. In een vraaggesprek voor de Amerikaanse televisie zei hij "Het is ongelofelijk, ik zag hem vorige week. Hij is beter dan de eerste. Ik denk persoonlijk dat hij beter is dan de eerste."

## Verhaal
Internet-terrorist Mai Linh betaalt hackers in ruil voor het schrijven van een aantal algoritmes en codes. Linh laat de hackers daarna vermoorden in hun huizen door explosieven op hun computers aan te brengen. Wanneer de hacker op "delete" drukt, komen die explosieven tot ontploffing. Linhs computerscherm laat zien dat nog een hacker, Matthew Farrell, vermoord moet worden.
Ondertussen, bij een schoolcampus in Rutgers, probeert Lucy McClane haar mogelijke vriendje kwijt te raken. Haar vader, John McClane, die haar stiekem stond te bespioneren vanuit een nabijgelegen geparkeerde auto, bemoeit zich ermee. Lucy zegt dat hij zich er niet mee moet bemoeien, en ze loopt weg van de auto naar haar eigen huis, haar vader en vriendje achterlatend. McClane is gefrustreerd en rijdt naar huis. Onderweg wordt hij gebeld door de centrale om een lokale hacker op te pikken, omdat de FBI zojuist is aangevallen door hackers en daarom alle bij hun bekende hackers wil laten oppakken om uit te zoeken wie verantwoordelijk is voor de aanval.
De hacker die McClane moet oppakken, is Matt Farrell. Nadat Matt op amateuristische wijze McClane probeert weg te sturen, komt hij toch binnen. Wanneer McClane Farrell mee naar de FBI wil nemen, en Farrell door het raam wil ontsnappen, wordt het appartement onder vuur genomen. Rand, een van de criminelen, heeft een scherpschuttersgeweer in zijn handen en probeert Farrell te raken. Het lukt McClane om meerdere criminelen te doden, zoals een door een brandblusser te laten ontploffen. Wanneer Farrell en McClane zonder ammunitie schuilen achter een muur valt er een actiefiguurtje op de deleteknop en ontploft het explosief, wat de laatst overgebleven crimineel doodt. McClane en Farrell verlaten het appartement op tijd en ze rijden weg terwijl McClane met behulp van de auto de aanvallende criminelen weet te verwonden. De twee overlevende criminelen, waaronder Rand, leggen aan hun leider Thomas Gabriel uit dat Farrell wist te ontsnappen.
De volgende ochtend wil McClane de hacker overdragen aan de FBI. Ze komen echter vast te zitten in het verkeer van Washington D.C. De criminelen hebben het verkeerslichtensysteem gehackt waardoor de verkeerslichten tegelijk op groen gaan. Het gevolg is een grote opstopping en veel ongelukken. FBI-agent Johnson laat McClane en Farrell door een andere FBI-agent naar het FBI-gebouw brengen, echter lukt het de criminelen om op de frequentie van de auto te komen, waardoor de chauffeur instructies krijgt van Mai Lihn. Zij stuurt hen rechtstreeks in een hinderlaag waar ze Farrell vervolgens kunnen doden. Zover komt het niet, want Farrell herkent de stem van Lihn nog van de dag ervoor, waardoor maatregelen getroffen konden worden. Een helikopter komt tevoorschijn om Farrell alsnog te doden. Wanneer McClane achter het stuur zit en een brandkraan omver rijdt wordt een van de schutters in de helikopter uit het toestel gespoten. Daarna rijdt hij een tunnel in om te voorkomen dat de schutter in de helikopter hen kan raken. Gabriel merkt het en hij besluit de tunnel aan beide kanten te openen en de lichten uit te schakelen, om een verkeerschaos in de tunnel te creëren en te voorkomen dat McClane en Farrell de tunnel nog uit kunnen. McClane is totaal gefrustreerd en hij lanceert een politieauto via een tolhuisje zodat de wagen boven op de helikopter belandt en daarna neerstort. Rand weet net voor de explosie uit het toestel te springen en hij gaat ervan uit dat zowel McClane als Farrell dood zijn.
McClane probeert opnieuw contact op te nemen wanneer de hackers een filmpje uitzenden waarin het Capitol in Washington explodeert. Het filmpje veroorzaakt veel paniek door heel Amerika, maar blijkt nep te zijn. McClane vraagt Farrell wat de logische volgende stap is van de terroristen, en hij geeft als antwoord dat de terroristen waarschijnlijk de stroom zullen uitschakelen in de elektriciteitscentrale in West Virginia, omdat dat systeem los staat van andere computersystemen en ze dat systeem dus niet van een afstand kunnen platleggen. Nadat Farrell een computergestuurde BMW-assistente weet te overtuigen om de motor van de auto te starten rijden de twee naar de elektriciteitscentrale.
Daar aangekomen ontdekken ze dat de criminelen zich inderdaad in de centrale bevinden. McClane doodt een van de criminelen na een kleine worsteling, maar gevechtssportdeskundige Mai blijkt meer gewaagd te zijn aan McClane. Ze gooit McClane uit een raam waarna hij enkele verdiepingen lager hard terechtkomt. Daarna dwingt ze Farrell de schade te herstellen die hij had aangericht in het computersysteem. McClane is echter nog niet uitgeschakeld. Hij steelt een Ford Expedition van de parkeerruimte en rijdt ermee het kantoor binnen waar op dat moment Farrell en Mai aanwezig zijn. Hij ramt Mai en rijdt net zo lang door met de auto totdat hij bij een liftschacht terechtkomt. Daar blijft de auto hangen aan de liftkabels. McClane weet te ontsnappen met de hulp van Farrell, en Mai verdwijnt met de auto in de liftschacht.
Gabriel heeft inmiddels ontdekt wat er is gebeurd dankzij McClane. Hij neemt wraak door al het aardgas via de pijpleidingen naar de centrale te sturen zodat de centrale zal ontploffen. Een grote explosie volgt maar McClane en Farrell weten het te overleven. Het gevolg van de ontploffing is wel dat de gehele oostkust van de Verenigde Staten zonder elektriciteit zit. Farrell haalt McClane over om naar de "Warlock" te gaan, een oude hackervriend van hem. Via hem zullen ze wellicht meer informatie over Gabriel verkrijgen.
Nadat McClane vrij succesvol de helikopter aan de grond heeft gezet bij Warlocks huis ontmoeten ze hem. Hij blijkt een man van in de dertig te zijn die in de kelder van zijn moeder woont, door hem het "commandocentrum" genoemd. Het lukt Farrell niet om Warlock ervan te overtuigen hen te helpen, tot McClane hem dreigt te vermoorden. Warlock ontdekt dat Gabriel na 11 september een nieuw beveiligingssysteem heeft ontworpen voor de Verenigde Staten. Gabriel merkt echter dat er iemand in zijn computersysteem zit te rommelen en maakt contact met hen. Met een webcamverbinding laat Gabriel McClanes dochter Lucy zien, die vastzit in een lift en denkt de politie aan de lijn te hebben. In werkelijkheid heeft ze Gabriel aan de lijn, die haar wil ontvoeren om McClane in de hand te houden. Warlock weet de locatie van Gabriel te achterhalen. Hij bevindt zich in een NSA-gebouw waarin een reservekopie ligt van alle belangrijke digitale informatie van het land. Gabriel wist dat de overheid alle belangrijke informatie snel op zou slaan in het NSA-gebouw na de hackpogingen van gisteren. Omdat hijzelf het beveiligingssysteem van de NSA heeft ontwikkeld, kan Gabriel nu allerlei financiële informatie op een externe disk opslaan om zo allerlei bankrekeningen leeg te halen. In het NSA-gebouw is zoveel informatie opgeslagen dat hij alle computersystemen plat moest leggen om in hoge snelheid de informatie op de externe disk te plaatsen.
McClane geeft zich nog niet over. Als de criminelen het NSA-gebouw verlaten, steelt McClane van een van de criminelen de vrachtwagen die ook meerijdt in de colonne van Gabriel, om zijn dochter te pakken te krijgen en de criminelen te stoppen. Gabriel maakt ondertussen contact met een gevechtsvliegtuig en geeft de piloot de opdracht de vrachtwagen te vernietigen. Het plannetje van McClane om de terroristen uit te schakelen mislukt, en Gabriel heeft Lucy, McClane en Farrell onder schot in zijn gebouw. Door een samenwerking tussen de drie worden de criminelen alsnog uitgeschakeld en is het gevaar geweken.

## Rolverdeling
In een vraaggesprek van regisseur Len Wiseman met USA Today op 3 augustus 2006 liet hij weten dat geen enkel personage uit de voorgaande Die Hard-films terug zal keren, met uitzondering van John McClane. Het gerucht ging dat de dochter van Bruce Willis, Rumer Willis, de rol van McClanes dochter op zich zou nemen. Jessica Simpson en Britney Spears hadden daarnaast ook auditie gedaan voor die rol. Later werd bekendgemaakt dat Mary Elizabeth Winstead de rol van dochter van McClane zou spelen.
| Acteur                  | Personage      | Opmerkingen |
| ----------------------- | -------------- | --- |
| Bruce Willis            | John McClane   | Detective bij NYPD. |
| Timothy Olyphant        | Thomas Gabriel | Internet-terrorist. Heeft de beveiliging voor het systeem na 11 september gemaakt.                                              |
| Justin Long             | Matt Farrell   | Hacker die een scenario geschreven heeft voor Lihn, en McClane helpt de terroristen te stoppen.                                 |
| Maggie Q                | Mai Lihn       | Een van de internet-terroristen. Gespecialiseerd in martial-arts.                                                               |
| Jeffrey Wright          | Victor Pope    | |
| Cliff Curtis            | Miguel Bowman  | |
| Mary Elizabeth Winstead | Lucy McClane   | De dochter van John McClane. Ze heeft weinig contact met McClane maar heeft wel een aantal karaktertrekjes van hem overgenomen. |
| Kevin Smith             | Warlock        | Hacker |
| Yancey Arias            | Agent Johnson  | |

## Productie
De plot van de film is bedacht door Doug Richardson. Richardson schreef al eerder het scenario voor de tweede Die Hard-film. Richardson vertelde zijn ideeën over de plot aan Willis tijdens de opnamen van Hostage.
De film had aanvankelijk de naam Die Hard: Tears of the Sun. Bruce Willis vond het een erg goede naam voor een film. Hij wilde de titel echter gebruiken voor een andere film waarin hij speelt. Hij wist uiteindelijk de bedenkers ervan te overtuigen een andere titel te verzinnen. In 2003 verscheen vervolgens de film Tears of the Sun met Willis.
In een vraaggesprek met Willis in het tijdschrift Empire liet hij weten dat de film Die Hard 4.0 zou gaan heten. Het achtervoegsel 4.0 in plaats van 4 werd gekozen vanwege het thema computerterrorisme. Na het gesprek kwam IGN echter met het bericht naar buiten dat de film Die Hard: Reset zou gaan heten. Nog later werd de titel Live Free or Die Hard genoemd, en dit werd de officiële titel van de film. In internationale trailers is echter nog steeds de titel Die Hard 4.0 te zien. Dit werd ook de internationale titel. De naam Live Free or Die Hard is gebaseerd op het motto van de staat New Hampshire (die dit motto weer heeft van een uitspraak van John Stark, een generaal die een belangrijke rol speelde in de Amerikaanse Onafhankelijkheidsoorlog).
Op 24 januari 2007 raakte Willis gewond tijdens het opnemen van een vechtscène. Hij werd hard geraakt boven zijn rechteroog. Een dokter gaf aan dat Willis even pauze moest nemen. Uiteindelijk werden de opnamen voor die dag opgeschort. Willis' stuntdubbel Larry Rippenkroeger raakte zwaargewond toen hij acht meter omlaag op straat viel. Hij brak een aantal botten in zijn gezicht en zijn polsen waren ook zwaarbeschadigd. De opnamen werden tijdelijk gestopt.
Het filmpje van 20th Century Fox aan het begin van de film is speciaal aangepast voor de film; de zoeklichten flikkeren aan en uit, een verwijzing naar het thema van de film: het vertrouwen van de wereld in elektronica en computerterrorisme.

## Die Hard 5
Op 13 oktober 2011 werd bekend dat er een nieuw deel zal verschijnen op Valentijnsdag 2013 genaamd A Good Day to Die Hard.